# Coenina dentataria
Coenina dentataria är en fjärilsart som beskrevs av Swinhoe 1904. Coenina dentataria ingår i släktet Coenina och familjen mätare. Inga underarter finns listade i Catalogue of Life.